# サッカーハンガリー代表
サッカーハンガリー代表（サッカーハンガリーだいひょう、ハンガリー語:Magyar labdarúgó-válogatott）は、ハンガリーサッカー連盟（MLSZ）によって構成されるハンガリーのサッカーのナショナルチームである。ホームスタジアムは、首都・ブダペストにあるプシュカーシュ・アレーナもしくはフェレンツヴァーロシュ・シュタディオン。
1950年代初頭、ナショナルチームの連勝記録となる33連勝を達成、当時の世界最強国としてその名を轟かせマジック・マジャールと呼ばれていた古豪である。

## 歴史

### 代表チームの誕生
サッカーハンガリー代表が誕生したのはオーストリア・ハンガリー帝国末期の20世紀初年である。翌1902年にオーストリアとの親善試合を行っている。なおこの試合はオーストリアにとっても初の国際試合である。このことからも分かるように、オーストリア・ハンガリー帝国で単一の協会は作られず、ナショナルチームも別個に編成された。この時点でのハンガリー代表は、ハンガリー王国の歴史的地域を代表するナショナルチームであり、現在のスロバキアやクロアチアを含んでいた。

### マジック・マジャール

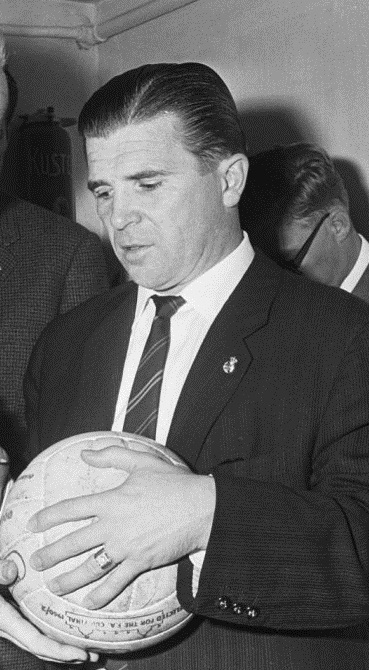
マジック・マジャール時代の主将フェレンツ・プスカシュ

ハンガリーは第二次世界大戦以前から、ヨーロッパの強豪国のうちの一つに数えられていたが、戦後1949年から代表監督に就任したシェベシュ・グスターヴは、当時主流だった、WMシステムを改変したMMシステムを採用して、ハンガリーを世界最強のナショナルチームへと変貌させた。1950年から連勝街道を突き進んだハンガリー代表は、1952年ヘルシンキオリンピックでは金メダルを獲得。1953年11月にサッカーの母国イングランドとの親善試合にてアウェイで6-3と大勝した。更に翌1954年にはホームにイングランドを迎え7-1の大差で再び下した。世界のメディアは「マジック・マジャール」と呼び、迎える1954年のワールドカップではハンガリーが優勝候補の筆頭と目されていた。

### 1954年スイスW杯
1954年のワールドカップスイス大会ではハンガリーと西ドイツが同一のグループリーグに配された。西ドイツはハンガリーとの対戦で、敢えてハンガリーに勝とうとはせず、西ドイツ代表監督のゼップ・ヘルベルガー監督は主力を温存して試合に挑んだ。当時のワールドカップのレギュレーションは、準々決勝では各組1位同士、各組の2位同士が対戦することになっており、1位になれば準々決勝で優勝候補ブラジルと、準決勝ではこれまた2つの優勝候補ウルグアイとイングランド戦の勝者と対戦する可能性が高かった為である。また、首位でグループリーグを突破するであろうハンガリーがトーナメントで他の強豪国と連戦することによって消耗して欲しいという狙いがあった。
試合はハンガリーが8-3で勝利したが、この対戦において、ハンガリーのエースであるFWフェレンツ・プスカシュに対して西ドイツのリープリッヒが重大な損傷を与えており、今なお議論の対象になっている。
西ドイツのヘルベルガー監督の思惑は的中し、ハンガリーはグループリーグを首位で通過し、決勝トーナメント初戦の準々決勝で前回大会準優勝のブラジルと対戦する事になった。大雨の中で行われたこの試合は後に「ベルンの戦い」と呼ばれる荒れた展開となった。ハンガリーは2点を先取したが、ブラジルが反撃。前半のうちに、ハンガリーのトート・ミハーイが負傷退場し、後半にはハンガリーからさらに1人、ブラジルから2人退場者を出した。試合は4-2でハンガリーが勝利したが、試合終了後、ピッチの上で両チームの選手同士で殴り合いが始まり、一旦は収束しかけたが、ブラジル代表選手がハンガリーの更衣室に殴りこんだ為に、両チームの選手だけでなく関係者も加わっての乱闘となった。血まみれで運び出される選手もいた。この騒ぎを収める為に警官隊が出動する事態となり国際サッカー連盟(FIFA)は慌ててフェアプレーを呼びかけた。
準決勝の相手は前回大会優勝国のウルグアイ。この対戦でもハンガリーは苦戦を強いられたが、雨中の延長戦の末に4-2で破った。
決勝ではグループリーグで対戦した西ドイツと再び相まみえることになった。ハンガリーの機能的に組織する中盤への対策に、西ドイツはディフェンスラインを強化していた。ハンガリーは6分にプスカシュ、8分にチボル・ゾルターンと序盤に立て続けに得点し、2-0とリードした。西ドイツはあわてなかった。西ドイツはモーロック、ヘルムート・ラーンの得点で追いつき、84分にはついにフリッツ・ヴァルターのパスからラーンが逆転ゴールを決めた。試合終了直前にプスカシュが同点ゴールを決めたかに思われたが、オフサイドと判定され、ハンガリーは2-3で逆転負けを喫した。大会の全試合を通じて、ハンガリーが相手チームにリードを許したのは、この決勝戦の最後の6分間だけであり、さらに1950年から1956年までの間のハンガリーの国際試合での敗戦はこの決勝戦が唯一だったのであった。この試合でハンガリーの国際試合連勝記録は33で止まったが、この記録を破るチームは未だ現れていない。また、この大会においてハンガリーは27得点（5試合）という「1大会最多総得点」のワールドカップ記録を残している。
ハンガリーの敗退はグループリーグで主力を温存し、ハンガリーの手の内を見極め、1位通過を避けた西ドイツの思惑が的中したこと、試合で冷たいどしゃぶりの雨が降り、技巧派のハンガリーに不利に働いたこと、グループリーグでの西ドイツとの対戦でエースのプスカシュが負傷し、大会中怪我が癒えることがなく、その負傷の癒えないエースをシェベシュ・グスターヴ監督が決勝で起用したこと、グループリーグを首位で通過した為に優勝候補国と連戦することになり、その激闘に身体的にも精神的にも疲弊していたこと、決勝前夜に宿泊施設に隣接したカーニバルの為に選手が睡眠不足に陥ったこと、試合前にスタジアムに向かう道が大群衆で混雑し、試合会場に着くまでに時間がかかり、集中力を失わせたことなど複数の敗因が重なってのことだった。なお、ハンガリー代表のシェベシュ監督は負傷中のプスカシュを使うなどの選手起用の失敗を非難され、自宅の窓に投石された。大会の表彰式でFIFA会長のジュール・リメはハンガリー代表の選手たちに『次の機会には金メダルを取れるように』と、声をかけたという。

### マジック・マジャールの崩壊
1954年のワールドカップ終了後も、1955年11月のイタリア戦まで、18戦無敗（15勝3分）するなど、マジック・マジャールは高い実力を保持していたが、1956年のハンガリー動乱により国内リーグは中止され、翌年も通常の半分ほどの試合しか行われなかった。この民主化運動に端を発した動乱は最終的にソビエト連邦を筆頭とするワルシャワ条約機構の軍事介入によって鎮圧されたが、ソ連の介入を恐れた選手達の中で遠征中だったプスカシュ、コチシュ・シャーンドル、チボル・ゾルターンらは帰国せずそのまま西側諸国へ亡命した。ボジク・ヨージェフやラントシュ・ミハーイ、ヒデクチ・ナーンドルらは国内に留まったものの、主力選手を喪失したことによってマジック・マジャールは事実上崩壊した。

### その後のハンガリー代表
ハンガリー動乱による選手の大量流出は同国のサッカーを徐々に後退させる結果となった。当時の規定でアマチュア選手のみが出場でき、西側のプロ選手が参加できないオリンピックでは1964年東京大会、1968年メキシコシティ大会と連覇を果たすが、プロ、アマに関係なく出場できるワールドカップでは1962、1966年のベスト8が最高で、54年大会の成績を上回る記録を残せていない。政府の政策もあり、実力のある選手が生まれにくくなり、さらに1950年代の栄光が忘れられず個人技重視のスタイルに固執した結果、ワールドカップでは勝てなくなった。その為、1970年代半ばから改革に着手した。
1982 FIFAワールドカップではグループリーグのエルサルバドル戦に10-1のスコアで大勝、「チーム1試合最多得点」のワールドカップレコード「10点」を叩き出したが、アルゼンチンに完敗を喫しベルギーに引き分けたため、グループリーグ敗退に終わった。1986 FIFAワールドカップ出場を最後に2022 FIFAワールドカップまで9大会連続で欧州地区予選での敗退が続いている。
欧州選手権は1964年の3位が最高成績で1976年以降は予選敗退が続いたが、2016年大会は11大会ぶりに予選を突破した。本大会ではグループFに入ると、オーストリアに勝利しアイスランドとポルトガルに引き分け、グループ1位で通過した。しかし、ラウンドオブ16でベルギーに敗れた。2020年大会ではグループFとなり、ドイツ・フランスとは引き分けたが、初戦でポルトガルに敗れたことが原因でグループリーグ敗退となった。

## 記録
1902年10月12日、オーストリアのウィーンで行われた、オーストリア対ハンガリーの試合は、イギリス4協会のナショナルチーム以外で行われた、最初の国際試合であった。
1953年11月25日、イングランドのウェンブリーで行われたイングランド対ハンガリーで、ハンガリーが6-3でイングランドを下した。これはイギリス4協会以外のナショナルチームがイングランドをホームで破った初めての試合であった。（en:England v Hungary (1953)参照）。翌年にはリベンジに燃えるイングランドを、ブダペストに迎えて7-1で下した。これがイングランド代表の最大差敗戦記録となっている。
最も特筆するべきは、1950年5月14日から1954年6月30日までの間に達成された、ナショナルチームとしての連勝記録33である。1991年から1993年までの間にアルゼンチン代表が31まで迫ったが、これはあくまで「無敗」記録であり「連勝」記録とは異なる。そしてこのハンガリー代表の記録は2019年の時点に至るまで破られていない。

## 成績

### FIFAワールドカップ
| 開催国 / 年 | 成績               | 試       | 勝       | 分       | 負       | 得       | 失       |
| ----------- | ------------------ | -------- | -------- | -------- | -------- | -------- | -------- |
| 1930        | 不参加             | 不参加   | 不参加   | 不参加   | 不参加   | 不参加   | 不参加   |
| 1934        | ベスト8            | 2        | 1        | 0        | 1        | 5        | 4        |
| 1938        | 準優勝             | 4        | 3        | 0        | 1        | 15       | 5        |
| 1950        | 不参加             | 不参加   | 不参加   | 不参加   | 不参加   | 不参加   | 不参加   |
| 1954        | 準優勝             | 5        | 4        | 0        | 1        | 27       | 10       |
| 1958        | グループリーグ敗退 | 4        | 1        | 1        | 2        | 7        | 5        |
| 1962        | ベスト8            | 4        | 2        | 1        | 2        | 8        | 3        |
| 1966        | ベスト8            | 4        | 2        | 0        | 2        | 8        | 7        |
| 1970        | 予選敗退           | 予選敗退 | 予選敗退 | 予選敗退 | 予選敗退 | 予選敗退 | 予選敗退 |
| 1974        | 予選敗退           | 予選敗退 | 予選敗退 | 予選敗退 | 予選敗退 | 予選敗退 | 予選敗退 |
| 1978        | グループリーグ敗退 | 3        | 0        | 0        | 3        | 3        | 8        |
| 1982        | グループリーグ敗退 | 3        | 1        | 1        | 1        | 12       | 6        |
| 1986        | グループリーグ敗退 | 3        | 1        | 0        | 2        | 2        | 9        |
| 1990        | 予選敗退           | 予選敗退 | 予選敗退 | 予選敗退 | 予選敗退 | 予選敗退 | 予選敗退 |
| 1994        | 予選敗退           | 予選敗退 | 予選敗退 | 予選敗退 | 予選敗退 | 予選敗退 | 予選敗退 |
| 1998        | 予選敗退           | 予選敗退 | 予選敗退 | 予選敗退 | 予選敗退 | 予選敗退 | 予選敗退 |
| 2002        | 予選敗退           | 予選敗退 | 予選敗退 | 予選敗退 | 予選敗退 | 予選敗退 | 予選敗退 |
| 2006        | 予選敗退           | 予選敗退 | 予選敗退 | 予選敗退 | 予選敗退 | 予選敗退 | 予選敗退 |
| 2010        | 予選敗退           | 予選敗退 | 予選敗退 | 予選敗退 | 予選敗退 | 予選敗退 | 予選敗退 |
| 2014        | 予選敗退           | 予選敗退 | 予選敗退 | 予選敗退 | 予選敗退 | 予選敗退 | 予選敗退 |
| 2018        | 予選敗退           | 予選敗退 | 予選敗退 | 予選敗退 | 予選敗退 | 予選敗退 | 予選敗退 |
| 2022        | 予選敗退           | 予選敗退 | 予選敗退 | 予選敗退 | 予選敗退 | 予選敗退 | 予選敗退 |
| 合計        | 出場9回            | 32       | 15       | 3        | 14       | 87       | 57       |

### UEFA欧州選手権
| 開催国 / 年 | 成績               | 試       | 勝       | 分       | 負       | 得       | 失       |
| ----------- | ------------------ | -------- | -------- | -------- | -------- | -------- | -------- |
| 1960        | 予選敗退           | 予選敗退 | 予選敗退 | 予選敗退 | 予選敗退 | 予選敗退 | 予選敗退 |
| 1964        | 3位                | 2        | 1        | 0        | 1        | 4        | 3        |
| 1968        | 予選敗退           | 予選敗退 | 予選敗退 | 予選敗退 | 予選敗退 | 予選敗退 | 予選敗退 |
| 1972        | 4位                | 2        | 0        | 0        | 2        | 1        | 3        |
| 1976        | 予選敗退           | 予選敗退 | 予選敗退 | 予選敗退 | 予選敗退 | 予選敗退 | 予選敗退 |
| 1980        | 予選敗退           | 予選敗退 | 予選敗退 | 予選敗退 | 予選敗退 | 予選敗退 | 予選敗退 |
| 1984        | 予選敗退           | 予選敗退 | 予選敗退 | 予選敗退 | 予選敗退 | 予選敗退 | 予選敗退 |
| 1988        | 予選敗退           | 予選敗退 | 予選敗退 | 予選敗退 | 予選敗退 | 予選敗退 | 予選敗退 |
| 1992        | 予選敗退           | 予選敗退 | 予選敗退 | 予選敗退 | 予選敗退 | 予選敗退 | 予選敗退 |
| 1996        | 予選敗退           | 予選敗退 | 予選敗退 | 予選敗退 | 予選敗退 | 予選敗退 | 予選敗退 |
| 2000        | 予選敗退           | 予選敗退 | 予選敗退 | 予選敗退 | 予選敗退 | 予選敗退 | 予選敗退 |
| 2004        | 予選敗退           | 予選敗退 | 予選敗退 | 予選敗退 | 予選敗退 | 予選敗退 | 予選敗退 |
| 2008        | 予選敗退           | 予選敗退 | 予選敗退 | 予選敗退 | 予選敗退 | 予選敗退 | 予選敗退 |
| 2012        | 予選敗退           | 予選敗退 | 予選敗退 | 予選敗退 | 予選敗退 | 予選敗退 | 予選敗退 |
| 2016        | ベスト16           | 4        | 1        | 2        | 1        | 6        | 8        |
| 2021        | グループリーグ敗退 | 3        | 0        | 2        | 1        | 3        | 6        |
| 2024        | グループリーグ敗退 | 3        | 1        | 0        | 2        | 2        | 5        |
| 合計        | 出場5回            | 14       | 3        | 4        | 7        | 16       | 25       |

### オリンピック
- 1952 - 優勝
- 1960 - 3位
- 1964 - 優勝
- 1968 - 優勝
- 1972 - 準優勝

## 歴代監督
| 氏名                                                       | 在任期間  | 試合 | 勝 | 負 | 分 |
| ---------------------------------------------------------- | --------- | ---- | -- | -- | -- |
| ジッレモト・フェレンツ                                     | 1902-1904 | 5    | 3  | 0  | 2  |
| シュトッベ・フェレンツ                                     | 1904-1906 | 3    | 0  | 2  | 1  |
| ハヨーシュ・アルフレード                                   | 1906      | 2    | 1  | 1  | 0  |
| シュトッベ・フェレンツ                                     | 1907-1908 | 7    | 3  | 0  | 4  |
| ミンデル・フリジェシュ                                     | 1908-1911 | 13   | 6  | 3  | 4  |
| ヘルツォグ・エデ                                           | 1911-1914 | 22   | 14 | 5  | 3  |
| ミンデル・フリジェシュ                                     | 1914-1917 | 14   | 8  | 2  | 4  |
| フェヘーリ・アーコシュ                                     | 1918-1919 | 5    | 5  | 0  | 0  |
| ミンデル・フリジェシュ                                     | 1919      | 2    | 1  | 0  | 1  |
| ハルシャーディ・ヨージェフ                                 | 1920      | 1    | 0  | 1  | 0  |
| ティボル・ラヨシュ                                         | 1920      | 2    | 0  | 0  | 2  |
| キッシュ・ジュラ                                           | 1921-1924 | 23   | 11 | 7  | 5  |
| ホリトシュ・エーデーン                                     | 1924      | 1    | 1  | 0  | 0  |
| マーリアーッシ・ラヨシュ                                   | 1924-1926 | 14   | 6  | 2  | 6  |
| キッシュ・ジュラ                                           | 1926-1928 | 17   | 9  | 1  | 7  |
| フェールデッシ・ヤーノシュ                                 | 1928-1929 | 6    | 3  | 2  | 1  |
| パタキ・ミハーイ                                           | 1930      | 3    | 0  | 2  | 1  |
| ミンデル・フリジェシュ                                     | 1930      | 4    | 3  | 0  | 1  |
| マーリアッシ・ラヨシュ                                     | 1930-1932 | 17   | 6  | 6  | 5  |
| ナーダシュ・エーデーン                                     | 1932-1934 | 16   | 7  | 3  | 6  |
| ディーツ・カーロイ                                         | 1934-1939 | 41   | 19 | 9  | 13 |
| ギンゼリ・デーネシュ                                       | 1939-1941 | 13   | 5  | 7  | 1  |
| ファービアーン・ヨージェフ                                 | 1941      | 1    | 0  | 0  | 1  |
| ギンゼリ・デーネーシュ                                     | 1941      | 1    | 1  | 0  | 0  |
| ファービアーン・ヨージェフ                                 | 1942      | 2    | 0  | 1  | 1  |
| ヴァーギ・カールマーン                                     | 1942-1943 | 6    | 5  | 0  | 1  |
| ガッロヴィチ・ティボル                                     | 1945-1948 | 22   | 16 | 1  | 5  |
| シェベシュ・グスターヴ                                     | 1949-1956 | 66   | 49 | 11 | 6  |
| ブコヴィ・マールトン                                       | 1956-1957 | 8    | 6  | 1  | 1  |
| バローティ・ラヨシュ ラカト・カーロイ ショーシュ・カーロイ | 1957      | 4    | 3  | 0  | 1  |
| バローティ・ラヨシュ                                       | 1957-1966 | 80   | 43 | 18 | 19 |
| イッロフスキ・ルドルフ                                     | 1966-1967 | 10   | 8  | 1  | 1  |
| ショーシュ・カーロイ                                       | 1968-1969 | 10   | 5  | 4  | 1  |
| ホッフェル・ヨージェフ                                     | 1970-1971 | 10   | 4  | 3  | 3  |
| イッロフスキ・ルドルフ                                     | 1971-1974 | 29   | 12 | 9  | 8  |

| 氏名                         | 在任期間  | 試合 | 勝 | 負 | 分 |
| ---------------------------- | --------- | ---- | -- | -- | -- |
| ボジク・ヨージェフ           | 1974      | 1    | 0  | 0  | 1  |
| モオール・エデ               | 1974-1975 | 6    | 2  | 2  | 2  |
| スーチ・ヤーノシュ           | 1975      | 1    | 0  | 0  | 1  |
| バローティ・ラヨシュ         | 1975-1978 | 57   | 19 | 9  | 9  |
| コヴァーチ・フェレンツ       | 1978-1979 | 8    | 2  | 4  | 2  |
| ラカト・カーロイ             | 1979-1980 | 6    | 3  | 0  | 3  |
| メーセイ・カールマーン       | 1980-1983 | 31   | 13 | 6  | 12 |
| メゼイ・ジェルジ             | 1983-1986 | 30   | 18 | 5  | 7  |
| コモラ・イムレ               | 1986      | 3    | 0  | 1  | 2  |
| ヴェレベシュ・ヨージェフ     | 1987      | 4    | 2  | 1  | 1  |
| ガラミ・ヨージェフ           | 1987      | 5    | 2  | 1  | 2  |
| バーリント・ラースロー       | 1988      | 6    | 2  | 2  | 2  |
| メゼイ・ジェルジ             | 1988      | 5    | 2  | 2  | 1  |
| ビチケイ・ベルタラン         | 1989      | 9    | 2  | 4  | 3  |
| メーセイ・カールマーン       | 1990-1991 | 18   | 8  | 3  | 7  |
| グラーゼル・ローベルト       | 1991      | 4    | 0  | 2  | 2  |
| エメリック・イェネイ         | 1992-1993 | 14   | 6  | 4  | 4  |
| プシュカーシュ・フェレンツ   | 1993      | 4    | 1  | 0  | 3  |
| ヴェレベシュ・ヨージェフ     | 1993-1994 | 10   | 1  | 2  | 7  |
| メーセイ・カールマーン       | 1994-1995 | 11   | 2  | 3  | 6  |
| チャンク・ヤーノシュ         | 1996-1997 | 16   | 6  | 2  | 8  |
| ビチケイ・ベルタラン         | 1998-2001 | 36   | 13 | 15 | 8  |
| ゲッレイ・イムレ             | 2001-2003 | 23   | 8  | 3  | 12 |
| ローター・マテウス           | 2004-2005 | 28   | 11 | 3  | 14 |
| ボジク・ペーテル             | 2006      | 7    | 3  | 0  | 4  |
| ヴァールヒディ・ペーテル     | 2006-2008 | 16   | 7  | 1  | 8  |
| エルウィン・クーマン         | 2008-2010 | 20   | 7  | 4  | 9  |
| エゲルヴァーリ・シャーンドル | 2010-2013 | 34   | 17 | 8  | 9  |
| チャービ・ヨージェフ         | 2013      | 1    | 1  | 0  | 0  |
| ピンテール・アッティラ       | 2013-2014 | 5    | 2  | 1  | 2  |
| ダールダイ・パール           | 2014-2015 | 7    | 4  | 1  | 2  |
| ベルント・シュトルク         | 2015-2017 | 25   | 8  | 7  | 10 |
| セーレシ・ゾルターン         | 2017      | 2    | 1  | 0  | 1  |
| ジョルジュ・レーケンス       | 2017-2018 | 4    | 0  | 1  | 3  |
| マルコ・ロッシ               | 2018-     | 5    | 2  | 1  | 2  |

## 歴代選手

### 主要大会のメンバー
| - FIFAワールドカップ - 1934 FIFAワールドカップ参加チーム - 1938 FIFAワールドカップ参加チーム - 1954 FIFAワールドカップ参加チーム - 1958 FIFAワールドカップ参加チーム - 1962 FIFAワールドカップ参加チーム - 1966 FIFAワールドカップ参加チーム - 1978 FIFAワールドカップ参加チーム - 1982 FIFAワールドカップ参加チーム - 1986 FIFAワールドカップ参加チーム | - UEFA欧州選手権 - UEFA EURO 1964参加チーム - UEFA EURO 1972参加チーム - UEFA EURO 2016参加チーム - UEFA EURO 2021参加チーム |

### 主な代表選手
| - GK - プラットコ・フェレンツ 1917-1923 - グロシチ・ジュラ 1947-1962 - キラーイ・ガーボル 1998-2016 - ボグダーン・アーダーム 2011- - グラーチ・ペーテル 2014- | - DF - フォグル・カローイ 1918-1929 - フォグル・ヨージェフ 1920-1930 - スュッチ・シャーンドル 1941-1948 - ラントシュ・ミハーイ 1949-1956 - ローラーント・ジュラ 1949-1955 - ブザーンスキー・イェネー 1950-1956 - メーセイ・カールマン 1961-1971 - バーリント・ラースロー 1972-1982 - トート・ヨージェフ 1974-1983 - ガラバ・イムレ 1980-1991 - シャッライ・シャーンドル 1982-1989 - シェベーク・ヴィルモシュ 1996-2006 - ボドナール・ラースロー 2000-2010 - ユハース・ロランド 2004-2016 - カーダール・タマーシュ 2010- - パウロ・ヴィニシウス 2017- |

| - MF - ボジク・ヨージェフ 1947-1962 - ザカリアーシュ・ヨージェフ 1947-1954 - データーリ・ラヨシュ 1984-1994 - リステシュ・クリスティアーン 1994-2004 - ダールダイ・パール 1998-2010 - ゲラ・ゾルターン 2002-2017 - フスティ・サボルチ 2004-2010 - ハイナル・タマーシュ 2004-2013 - エレク・アーコシュ 2010- - ナジ・アーダーム 2015- - ソボスライ・ドミニク 2019- | - FW - シュロッセル・イムレ 1906-1927 - シャーロシ・ジェルジ 1931-1943 - ジェンゲッレール・ジュラ 1936-1947 - プシュカーシュ・フェレンツ 1945-1956 - ヒデクチ・ナーンドル 1945-1958 - コチシュ・シャーンドル 1948-1956 - ラディスラオ・クバラ 1948 - ブダイ・ラースロー 1949-1959 - チボル・ゾルターン 1949-1956 - ティヒ・ラヨシュ 1955-1971 - アルベルト・フローリアーン 1959-1974 - ベネ・フェレンツ 1962-1979 - ファゼカシュ・ラースロー 1968-1983 - ニラシ・ティボル 1975-1985 - キッシュ・ラースロー 1979-1984 - キプリッチ・ヨージェフ 1984-1995 - フェヘール・ミクローシュ 1998-2004 - プリシュキン・タマーシュ 2005- - ジュジャーク・バラージュ 2007- - サライ・アーダーム 2009- |

## 歴代記録
出典 : 
| 位 | 名前                       | 出場 | 得点 | 期間      |
| -- | -------------------------- | ---- | ---- | --------- |
| 1  | キラーイ・ガーボル         | 108  | 0    | 1998-2016 |
| 2  | ボジク・ヨージェフ         | 101  | 11   | 1947-1962 |
| 3  | ゲラ・ゾルターン           | 97   | 26   | 2002-     |
| 4  | ユハース・ロランド         | 95   | 6    | 2004-2016 |
| 5  | ファゼカシュ・ラースロー   | 92   | 20   | 1968-1983 |
| 6  | ジュジャーク・バラージュ   | 87   | 20   | 2007-     |
| 7  | グロシチ・ジュラ           | 86   | 0    | 1947-1962 |
| 8  | プシュカーシュ・フェレンツ | 85   | 84   | 1945-1956 |
| 9  | ガラバ・イムレ             | 82   | 3    | 1980-1991 |
| 10 | マートライ・シャーンドル   | 81   | 0    | 1956-1967 |

| #  | 名前                       | 得点 | 出場 | 期間      | 得点率 |
| -- | -------------------------- | ---- | ---- | --------- | ------ |
| 1  | プシュカーシュ・フェレンツ | 84   | 85   | 1945-1956 | 0.99   |
| 2  | コチシュ・シャーンドル     | 75   | 68   | 1948-1956 | 1.1    |
| 3  | シュロッセル・イムレ       | 59   | 68   | 1906-1927 | 0.87   |
| 4  | ティヒ・ラヨシュ           | 51   | 72   | 1955-1971 | 0.71   |
| 5  | シャーロシ・ジェルジ       | 42   | 62   | 1931-1943 | 0.68   |
| 6  | ヒデクチ・ナーンドル       | 39   | 69   | 1945-1958 | 0.57   |
| 7  | ベネ・フェレンツ           | 35   | 76   | 1962-1979 | 0.46   |
| 8  | ジェンゲッレール・ジュラ   | 32   | 69   | 1936-1947 | 0.46   |
| 8  | ニラシ・ティボル           | 32   | 70   | 1975-1985 | 0.46   |
| 10 | アルベルト・フローリアーン | 31   | 77   | 1959-1974 | 0.4    |